# Остшешувский повет
Остшешувский повет (пол. Powiat ostrzeszowski) — повет (район) в Польше, входит как административная единица в Великопольское воеводство. Центр повета — город Остшешув. Занимает площадь 772,37 км². Население — 55 409 человек (на 31 декабря 2015 года).

## Административное деление
- города: Грабув-над-Просной, Микстат, Остшешув
- городско-сельские гмины: Гмина Грабув-над-Проснон, Гмина Микстат, Гмина Остшешув
- сельские гмины: Гмина Чайкув, Гмина Дорухув, Гмина Кобыля-Гура, Гмина Крашевице

## Демография
Население повета дано на 31 декабря 2015 года.
| Перепись            | Всего | Мужчины | Женщины |
| ------------------- | ----- | ------- | ------- |
| Всего               | 55409 | 27404   | 28005   |
| Городское население | 18275 | 8721    | 9554    |
| Сельское население  | 37134 | 18683   | 18451   |